# Aéroport militaire de Kénitra
L'Aéroport militaire de Kénitra (IATA : NNA, ICAO : GMMP) est un aéroport militaire et une base de l'armée de l'air marocaine, situé dans la ville de Kénitra. 
Initialement base de l'aéronavale française, ouverte en 1932, elle passe sous commandement américain en 1942 puis marocain en 1963, devenant la « 3e Base aérienne des FRA ». Les derniers militaires américains quittent la base en 1977.
La « 3e BAFRA » accueille les escadrons de transport sur C-130H, C-27J, CN235 et King Air, ainsi que les avions ravitailleurs KC-130H et les avions de reconnaissance et de surveillance électronique RC-130H et Falcon 20ECM.

## Situation

### Carte des aéroports du Maroc
| \| 100 km1:10 004 000 \| Ouezzane Agadir Al Hoceima Meknès Béni Mellal Bouarfa Casablanca-Tit Mellil Casablanca-Mohammed V Errachidia Essaouira Fès Guelmim Ifrane Kénitra Khouribga Marrakech Nador Ouarzazate Oujda Rabat-Salé Tanger Zagora Tan-Tan Tarfaya Tétouan Benslimane Sidi Slimane Inezgane Ben Guerir Taroudant Taza |
| 100 km1:10 004 000 |